# Pouteria luzoniensis
Pouteria luzoniensis är en tvåhjärtbladig växtart som först beskrevs av Elmer Drew Merrill, och fick sitt nu gällande namn av Charles Baehni. Pouteria luzoniensis ingår i släktet Pouteria och familjen Sapotaceae.

## Underarter
Arten delas in i följande underarter:
- P. l. luzoniensis
- P. l. papuana